# Eižens Laube
Pour les articles homonymes, voir Laube.
Eižens Laube (né le 25 mai 1880 à Riga - mort le 21 juillet 1967 à Portland, Oregon) est un architecte letton.

## Biographie
Né le 25 mai 1880 à Riga dans la famille d'un maître potier, Eižens Laube est diplômé en 1899 de l'école réale (de l'allemand Realschule: établissement d'enseignement secondaire moderne) Pierre Ier de Riga et entre au département d'architecture de l'Institut polytechnique de Riga. En 1900, il commence à travailler simultanément dans le bureau d'architecture de Konstantīns Pēkšēns, où il participe à la conception de l'école d'Atis Ķeniņš. En 1904, Laube part en voyage d'études en Finlande, où il se familiarise avec le style romantique. Au cours de ses études, il rejoint l'association étudiante lettone Selonija.
En 1906, Laube obtient un diplôme d'ingénieur architecte et en 1907 il crée son propre bureau au Bazar Romanov, rue Lāčplesis 70a. En 1907, il est élu professeur adjoint à l'Institut polytechnique de Riga et dirige également des cours de dessin et de conception architecturale. En 1909, il entreprit des voyages en Suède, au Danemark et en Allemagne, en 1910 en Allemagne et en France. En 1909-1914, Laube fut expert au comité de construction de la ville de Riga.
Après le début de la Première Guerre mondiale en 1915, Eižens Laube est évacué vers Moscou où il mène des recherches scientifiques et écrit le livre La logique des couleurs et des formes (publié en 1921). En 1917, Laube retourne à Riga et le 22 décembre 1917, il fut élu membre du Conseil foncier pro-allemand de Vidzeme. Il reprend son travail à l'Université technique balte, fondée en 1918.  
En 1919, il participe à la fondation de l'Université de Lettonie et devient doyen de la Faculté d'architecture, en 1920 professeur. En 1922, Laube fut nommé recteur de l'Université de Lettonie pour une courte période. En 1924-1926, il dirige la Société des architectes lettons. En 1930, on lui attribue le titre de doctorat honorifique en architecture, après quoi il fut réélu doyen de la Faculté d'architecture de l'Université de Lettonie (1932-1934, 1938-1940). À partir de 1936, il dirige la commission des questions architecturales du Comité national de la construction et participe à la création de la première revue spéciale d'architecture Latvijas Architektūra (1938-1940). 
Après l'occupation de la Lettonie en 1940, Laube fut démis de ses fonctions et, à la fin de la Seconde Guerre mondiale, en 1944, il s'exile en Allemagne. À partir de 1947, il fut professeur et doyen (1948-1950) de la faculté d'architecture et d'ingénierie de l'université balte à Hambourg. En 1950, Laube s'installe aux États-Unis, où il travaille dans un bureau de conception architecturale à Olympia, Washington. À partir de 1955, il vit à Portland, Oregon, où il se consacre à l'écriture du livre Articles on Architecture.
Eugene Laube est décédé à Portland le 21 juillet 1967.

## Œuvre
Laube a travaillé dans l'agence de Konstantīns Pēkšēns et conçu plus de 200 habitations à Riga. Il a également œuvré à la rénovation de la Saeima et du château de Riga (salle de fêtes, le hall et la tour trois étoiles). En 1933-1935, il conçoit l'hôtel Ķemeri à Jūrmala. Il est aussi l'auteur de la chapelle du Cimetière boisé de Riga construite en 1935, du bâtiment de la Société lettone de Riga (1935-1939).